# Liste des ducs de Finlande
Duc de Finlande (en Suédois : hertig av Finland) est un titre médiéval occasionnel donné par le roi de Suède à des membres de sa famille entre le XIIIe et le XVIe siècle. L'attribution du titre de duc incluait un duché féodal, souvent considéré comme une principauté indépendante. 
Le titre fut graduellement remplacé par le titre nominal de grand-duc de Finlande au début du XVIIe siècle et n'a plus été en usage depuis.

## Liste des ducs de Finlande
- Bengt Birgersson (fi) 1284-1291 (aussi évêque de Linköping)
- Valdemar Magnusson, duc de Finlande entre 1302-1318 (aussi 1310-1318 de Uppland et Öland)
- Christina (fille de Seigneur Thorchetel), duchesse de Finlande 1302-1305 comme consort du prince Waldemar
- Princesse Ingeborg, duchesse de Finlande 1312-1353 comme second consort du prince Waldemar
- Pentti Algotinpoika (fi), duc de Finlande 1353-1357 (aussi de Halland)
- Ex-roi Carl, seigneur de Finlande 1465-1467, puis (de nouveau) roi Carl II (VIII) de Suède
- Prince Jean, duc de Finlande 1556-1563, plus tard roi Jean III de Suède
- Princesse Catherine, duchesse de Finlande 1562-1563 comme consort du prince Jean, plus tard reine de Suède
- Prince Jean, duc de Finlande 1589-1606 (aussi d'Östergötland 1606-1618)
- Prince Gustav Adolphe, grand-duc de Finlande 1607-1611 (aussi duc de Södermanland, d'Estonie et de Västmanland, puis roi Gustav II Adolph de Suède
- Charles-Gustave, grand-prince de Finlande 1802-1805, fils du roi Gustave IV Adolphe de Suède

Aucun duc de Finlande n'a laissé de descendance par mariage qui ait survécu jusqu'à aujourd'hui. 
À l'exception des descendants légitimes de Jean III (roi de Suède et Pologne, totalement éteint depuis 1672), les lignées de tous les autres se sont éteintes à leur mort ou à la mort de leurs seuls fils légitimes.

Armoiries du prince Jean, duc de Finlande avant 1560[1].
Armoiries du prince Jean, duc de Finlande après 1560[1].
Armoiries de Charles-Gustave grand-prince de Finlande de 1802 à 1805[2].